# Betty Lennox
Betty Bernice Lennox (Oklahoma City, 4 dicembre 1976) è un'ex cestista statunitense, professionista nella WNBA.

## Carriera
È stata selezionata dalle Minnesota Lynx al primo giro del Draft WNBA 2000 (6ª scelta assoluta).

## Palmarès
- Campionato WNBA: 1

Seattle Storm: 2004
- WNBA Finals Most Valuable Player: 1

2004
- WNBA Rookie of the Year (2000)
- All-WNBA Second Team (2000)